# Chaeopsestis ludovicae
Chaeopsestis ludovicae är en fjärilsart som beskrevs av Le Cerf 1941. Chaeopsestis ludovicae ingår i släktet Chaeopsestis och familjen sikelvingar. Inga underarter finns listade i Catalogue of Life.